# Джек Тейлор (футболіст, 1914)
Джек Тейлор (англ. Jack Taylor, 15 лютого 1914, Барнслі — 22 лютого 1978, Барнслі) — англійський футболіст, що грав на позиції флангового захисника. По завершенні ігрової кар'єри — тренер.

## Ігрова кар'єра
Народився 15 лютого 1914 року в місті Барнслі. Вихованець футбольної школи клубу «Ворборо Бридж».
У дорослому футболі дебютував 1931 року виступами за команду «Вулвергемптон», в якій провів сім сезонів, взявши участь у 79 матчах чемпіонату. Протягом останніх двох років у команді конкурував за місце в основному складі з молодшим братом Френком.
1938 року перейшов до лав «Норвіч Сіті». Захищав його кольори до переривання футбольних змагань після початку Другої світової війни у 1939 році, а згодом продовжив грати за команду з Норвіча після їх відновлення.
Протягом 1947—1950 років захищав кольори клубу «Галл Сіті», після чого ще протягом двох років був граючим тренером у «Веймуті».

## Кар'єра тренера
Отримавши перший досвід тренерської роботи як граючий тренер позалігової команди «Веймут», 1952 року був запрошений на тренерський місток «Квінз Парк Рейнджерс», команди, що саме втратила місце у Другому дивізіоні Футбольної ліги. Протягом наступних семи років команда під керівництвом Тейлора не змогла навіть наблизитися до повернення собі місця в Другому дивізіоні, не фінішуючи вище десятого місця у Третьому дивізіоні. Крім того КПР Тейлора декілька разів вибував з розіграшів Кубка країни після принизливих поразок від позалігових суперників.
Попри такі загалом незадовільні результати, коли Тейлор залишив лондонську команду у травні 1959 року, йому була запропонована позиція головного тренера вищолігового клубу «Лідс Юнайтед». Із цією командою тренер не зумів покращити свої результати — вже за результатами першого ж сезону під керівництвом Джека Тейлора «Лідс Юнайтед» вибув до другого дивізіону, а ближче до завершення наступного сезону, коли стало зрозуміло, що команда не повернеться до еліти, у березні 1961 року тренера було звільнено.
Надалі Тейлор на професійному рівні не тренував, помер 22 лютого 1978 року на 65-му році життя в Барнслі.